# Phare du cap Kumukahi
Le phare du cap Kumukahi, en anglais Cape Kumukahi Light, est un phare des États-Unis qui se trouve juste en retrait du cap Kumukahi, le point le plus oriental de l'État, de l'archipel et de l'île d'Hawaï, face à l'océan Pacifique.

## Histoire
Construit en 1934 près de la ville de Kapoho, il est épargné par la lave qui l'entoure presque entièrement lors de l'éruption du Kīlauea en 1960.

## Caractéristiques techniques
La structure en acier érigée sur une base en béton supporte à 38 mètres de hauteur une lentille DCB-224 (en) de fabrication Carlisle & Finch (en) d'une portée nominale de 24 milles marins (44,45 km) et une balise d'aérodrome. Il émet, à une hauteur focale de 48 mètres, un éclat blanc toutes les 15 secondes.
Il a été automatisé en 1960. De plus, la NOAA entretient une installation d'échantillonnage pour la division de la surveillance mondiale du Laboratoire de recherche sur le système terrestre sur la base de la lumière, les alizés apportant de l'air océanique frais sur le site en tout temps.
Identifiant : ARLHS : HAW-002  - Amirauté : G7248 - USCG : 6-28130 .

Carte de l'île d'Hawai avec le cap Kumukahi à l'extrême est de l'île.